# Pascal Binczak
Pascal Binczak, né le 3 décembre 1969, est professeur des universités en droit public à l'université Paris-VIII-Vincennes-Saint-Denis.

## Biographie
En 1994, Pascal Binczak a obtenu un DÉA en Droit public de l'Université de Paris I puis, six ans plus tard, un doctorat de Droit public (thèse sur Le principe d'immunité juridictionnelle en droit administratif français. Histoire d'un paradoxe). En 2002, il a passé le concours d'agrégation en Droit public, et est devenu professeur de Droit public à l'Université de Paris VIII («Vincennes à Saint-Denis»).
De 2006 à 2012, il a présidé l'Université de Paris VIII («Vincennes à Saint-Denis»). De 2013 à 2015, il a présidé le PRES Université Paris Lumières, qui réunit les universités Paris VIII et Paris X.

## Publications
- (entretiens avec Édouard Bonnefous), La construction de l'Europe par l'un de ses initiateurs, Paris, Presses universitaires de France, 2002, 205 p. (ISBN 2-13-052467-2)
- (en coll. avec Sophie Nicinski), QCM droit administratif des biens, Paris, Gualino, 2000, 116 p. (ISBN 2-84200-367-5)
- (en coll. avec Sophie Nicinski), L'essentiel du droit administratif des biens, Paris, Gualino, 2000, 80 p. (ISBN 2-84200-358-6) (3e édition: 2007, sous le titre Droit administratif des biens. L'essentiel du domaine des personnes publiques, de l'expropriation, et des travaux publics)